# Osbornodon iamonensis
Osbornodon iamonensises una especie extinta de triturador de huesos de la subfamilia de los Hesperocyoninae, un predecesor de los perros actuales que era endémico de América del Norte que vivió entre el  Oligoceno inferior y el Mioceno inferior hace entre 23.6—16.3 millones de años aproximadamente .
O. iamonensis fue nombrado por E. H. Sellards en 1916. Debe su nombre al  Lago Iamonia, en el norte de Florida.

## Taxonomía
Osbornodon iamonensis fue nombrado por E. H. Sellards (1916). Su tipo es FGS 5082. Fue recombinado como Cynodesmus iamonensis por Simpson (1932), Olsen (1956) y Wilson (1960); fue recombinado como Osbornodon iamonensis por Xiaoming Wang (1994), X. Wang y Richard H. Tedford (1996) y Hayes (2000). Fue asignado a Mesocyon por Sellards (1916); a Cynodesmus de Simpson (1932), Olsen (1956) y Wilson (1960); y a Osbornodon de Wang (1994), Wang y Tedford (1996) y Hayes (2000).

## Morfología
Legendre y Roth examinaron dos especímenes para averiguar su masa corporal. Se estimó que el primer espécimen pesaba 17,6 kg (38,8 lb). Se estimó que el segundo espécimen pesaba 16,2 kg (35,7 lb).

## Distribución del fósil
- Yacimiento de Griscom Plantation, noreste Condado de León, Florida. ~23,6—18.8 millones de años.
- Yacimiento de Thomas Farm en Condado de Gilchrist, Florida. ~21,7 millones de años.
- Los dos especímenes restantes se encontraron en Dry Creek Prospect B site y yacimiento de las canteras de Bridgeport Nebraska. ~20,6—16,3 millones de años.